# 穆雷米亞河
穆雷米亚河是俄罗斯的河流，属于孔达河的左支流，由汉特-曼西自治区负责管辖，河道全长608公里，流域面积7,810平方公里，流经西西伯利亚平原，河水主要来自融雪，每年十月至翌年五月结冰。